# Парламентские выборы в Бельгии (1965)
Парламентские выборы 1965 года в Бельгии состоялись 23 мая. На предыдущих парламентских выборах победу одержали правые социал-христиане, которые однако не смогли сформировать однопартийное правительство и вынуждены были пойти на создание  широкой коалиции с Бельгийской социалистической партией.

## Результаты выборов
| Палата представителей | Палата представителей                      | Палата представителей | Палата представителей | Палата представителей | Сенат              | Сенат          | Сенат |
| Партия                | Партия                                     | Голосов               | Мест                  | Δ                     | Голосов            | Мест           | Δ     |
| --------------------- | ------------------------------------------ | --------------------- | --------------------- | --------------------- | ------------------ | -------------- | ----- |
|                       | Социально-христианская партия              | 1 785 211 (34,45%)    | 77                    | ▼ 19                  | 1 785 189 (34,89%) | 44             | ▼ 3   |
|                       | Либеральная партия                         | 1 120 081 (21,61%)    | 48                    | ▲ 28                  | 1 111 894 (21,73%) | 23             | ▲ 12  |
|                       | Социально-христианское движение за свободу | 14 007 (0,27%)        | 0                     | ▼ 1                   | Не участвовали     | Не участвовали |       |
|                       | Бельгийская социалистическая партия        | 1 465 503 (28,28%)    | 64                    | ▼ 20                  | 1 449 492 (28,33%) | 31             | ▼ 14  |
|                       | Коммунистическая партия Бельгии            | 236 702 (4,57%)       | 6                     | ▲ 1                   | 239 095 (4,67%)    | 3              | ▲ 2   |
|                       | Фламандский народный союз                  | 333 409 (6,43%)       | 12                    | ▲ 7                   | 338 769 (6,62%)    | 4              | ▲ 2   |
|                       | Валлонская рабочая партия                  | 23 582 (0,46%)        | 1                     | ▲ 1                   | Не участвовали     | Не участвовали |       |
|                       | Валлонский демократический фронт           | 5 709 (0,11%)         | 0                     | -                     | Не участвовали     | Не участвовали |       |
|                       | Франкофонский демократический фронт        | 68 966 (1,33%)        | 3                     | ▲ 3                   | 73 506 (1,44%)     | 1              | ▲ 1   |
|                       | Валлонский фронт                           | 24 245 (0,47%)        | 1                     | ▲ 1                   | Не участвовали     | Не участвовали |       |
|                       | Другие                                     | 104 520 (2,02%)       | 0                     | -                     | 119 087 (2,33%)    | 0              | -     |
|                       | Всего                                      | 5 181 935 (85,07%)    | 212                   | -                     | 5 117 032 (84,00%) | 106            | -     |

Результаты выборов показали разочарование значительного числа бельгийских избирателей в политике как правых социал-христиан, так и левых социалистов. Вместе они потеряли 39 мест в Палате представителей и 17 мест в Сенате. Эти депутатские мандаты перешли к либералам и местным национальным партиям. Однако широкой коалиции удалось сохранить большинство в обеих палатах парламента и вновь сформировать двухпартийное правительство.
Следующие парламентские выборы состоялись в Бельгии в 1968 году.